# Jody Williams
Jody Williams (Brattleboro, 9 de Outubro de 1950) é uma professora de línguas e ativista estadunidense.
Foi premiada com o Nobel da Paz em 1997, dividido com a Campanha Internacional para a Eliminação de Minas (ICBL), pelo seu trabalho em prol da  proibição do uso de minas anti-pessoais e sua remoção.
Desde 2003 ocupa a posição de professora de biologia na Universidade de Houston.

## Publicações
O trabalho de Williams inclui artigos para revistas e jornais como, por exemplo, o Wall Street Journal, International Herald Tribune, The Independent (Reino Unido), The Irish Times, The Toronto Globe and Mail, The LA Times, La Jornada (México), The Review of the Cruz Vermelha Internacional, Jornal de Política e Sociedade da Universidade de Columbia).
Ela adicionou vários capítulos a vários livros:
- The Personal Philosophies of Remarkable Men and Women,[1] editado por Jay Allison e Dan Gediman;
- A Memory, A Monologue, A Rant, and A Prayer[2]
- Lessons from our Fathers, by Keith McDermott
- Girls Like Us: 40 Extraordinary Women Celebrate Girlhood in Story, Poetry and Song, de Gina Misiroglu;
- The Way We Will be 50 Years from Today: 60 of the World's Greatest Minds Share Their Visions of the Next Half-Century[3]

- Williams foi coautar de um livro seminal sobre a crise das minas terrestres em 1995, After the Guns Fall Silent: The Enduring Legacy of Landmines.[4]
- Seu livro, lançado no final de março de 2008, Banning Landmines: Disarmament, Citizen Diplomacy and Human Security[5] analisa o Tratado de Banimento das Minas Terrestres e seu impacto em outros trabalhos relacionados à segurança humana.
- Em março de 2013, seu livro de memórias, My Name Is Jody Williams: A Vermont Girl's Winding Path to the Nobel Peace Prize[6] foi lançado.